# أرني معنى أن تكون وحيدا (أغنية)
أرني معنى أن تكون وحيدًا (بالإنجليزية: Show Me the Meaning of Being Lonely)‏ هي أغنية لفرقة الأمريكية باك ستريت بويز، مأخوذة من ألبومهم الثالث، ميلينيوم (1999). كتبها ماكس مارتن وهيربي كريشلو، وإنتاجها ماكس مارتن وكريستيان لوندين.
اختارت تسجلات جيف المسار الذي سيتم إصداره باعتباره الأغنية المنفردة الثالثة من الألبوم، في 21 ديسمبر 1999. لقد تلقت مراجعات إيجابية بشكل عام من نقاد الموسيقى، الذين أشادوا بالتنسيق الكلمات ولحن والأداء الصوتي للمجموعة. كانت الأغنية واحدة من 3 مقطوعات يتم عرضها في نهاية ألبوم بريتني سبيرز الأول. حبيبي مرة أخرى. لقد حققت أيضًا نجاحًا على المخططات، ووصلت إلى المراكز العشرة الأولى في معظم البلدان، وبلغت ذروتها أيضًا في المرتبة الثالثة على مخطط الفردي في المملكة المتحدة والمرتبة السادسة في قائمة بيلبورد هوت 100 الأمريكية.
تم إصدار الفيديو الموسيقي للمسار في ليلة رأس السنة الميلادية عام 1999 وأخرجها ستيوارت جوسلينج. يتبع كل من أعضاء الفرقة في تاريخ درامي منفصل، مع توحيد الفرقة في نهاية الفيديو. حصلت الأغنية أيضًا على ترشيح لجائزة جرامي خلال حفل توزيع جوائز جرامي الثالث والأربعين لأفضل أداء بوب

## خلفية تأليف
كتب ماكس مارتن وهيربي كريشلو «أرني معنى أن تكون وحيدًا»، بينما أنتجها مارتن أيضًا. في عدد 27 نوفمبر 1999 من مجلة بيلبورد، أفيد أن تسجلات جيف اختارت «أرني معنى أن تكون وحيدًا» كأغنية فردية ثالثة في ميلينيوم. تلقت الأغنية أسطوانة منفردة في 3 ديسمبر 1999.

## تلحين
«أرني معنى أن تكون وحيدًا» هي أغنية بوب وريذم أند بلوز مع تأثيرات البوب اللاتينية.غنائيًا، تتعامل الأغنية مع ضيق الصدر وكيف يتعامل بطل الرواية مع الشعور بالوحدة. «أرني معنى أن أكون وحيدًا / هل هذا هو الشعور الذي أحتاج إلى السير معه / أخبرني لماذا لا أستطيع أن أكون هناك في مكانك / هناك شيء مفقود في قلبي،» هكذا يقولون المغنيون.

## استقبال نقدي
تلقت الأغنية إشادة من معظم نقاد الموسيقى. اختار ستيفن توماس إيرلوين من أول ميوزيك الأغنية كأغنية مميزة في الألبوم. أثناء مراجعة تجميعهم، الفعالية: الفصل الأول (2001)، علق آريون بيرجر من رولينغ ستون بأن الأغنية «تحفر مخالبها اللحنية في جمجمتك عند الاستماع لأول مرة - إنها أفضل مزيج من رنات المطربين الخمسة حتى الآن، وهي جميلة أيضًا.»
أطلق عليها تشاك تايلور من مجلة بيلبورد اسم «أغنية تذكارية ستجعل رياح الخماسيين الموالية تلهث بسبب خسارتهم ووحدتهم.» وصفه تايلور أيضًا بأنه «نشيد جميل»، وأثنى على لحنه، وكتب أنه «سيحبس نفسه على الفور في وعي ثقافة البوب.» أنهى تايلور مراجعته، وكتب أن الأغنية المنفردة هي «أفضل أغنية لهذا الموسم وطريقة رائعة لإعادة الأولاد إلى المجد الكامل.»

## الأداء التجاري
حققت أغنية «أرني معنى أن تكون وحيدًا» نجاحًا على الرسوم البيانية، حيث وصل إلى المراكز العشرة الأولى في معظم البلدان. في الولايات المتحدة، ظهرت الأغنية لأول مرة في المرتبة 74 على مخطط بيلبورد هوت 100 بينما في إصدار 18 مارس 2000، بلغت الأغنية ذروتها في المرتبة السادسة، وبقيت في ذروة الموقف لمدة أسبوعين آخرين. في مخططات مكونات بيلبورد الأخرى، نجحت الأغنية أيضًا، حيث تصدرت قائمة أفضل 40 مخططًا رئيسيًا ووصلت إلى المرتبة الثانية على المسارات المعاصرة للبالغين. والثانية عشر من بين العشرة الأوائل. حققت الأغنية نجاحًا في دول مثل هولندا ونيوزيلندا والسويد وسويسرا، حيث وصلت إلى المرتبة الثانية. كما وصلت إلى المراكز العشرة الأولى في النمسا وبلجيكا وفنلندا وألمانيا وإيرلندا وإيطاليا والنرويج. كان أداؤها معتدلاً فقط في أستراليا، حيث وصلت إلى رقم 19، لتصبح أقل منفرد في الرسم البياني منذ «توقف عن اللعب (مع قلبي)» في عام 1997.

## أغنية مصورة
تم توجيه الفيديو الموسيقي لـ «أرني معنى أن تكون وحيدًا» بواسطة ستيوارت جوسلينج في لوس أنجلوس في الفترة من 11 إلى 12 ديسمبر 1999، عقب حفل توزيع جوائز بيلبورد الموسيقية لعام 1999. يتبع كل من أعضاء الفرقة على حدة في قصة حزينة، حتى يتحدوا خلال فترة التوقف على الآلة الموسيقية والجوقات النهائية. يتطرق الفيديو، الذي يتميز بنبرة أغمق إلى حد ما من أي من الإصدارات السابقة للفرقة، إلى العديد من مشكلات الحياة الواقعية للفرقة. خضع براين لعملية قلب مفتوح في العام السابق بسبب عيب يعاني منه منذ ولادته. يحمل AJ صورة صديقة تكرس صديقًا عزيزًا له الذي توفي في حادث سيارة. استخدم الفيديو لقطات تصور كيفن ووالده المتوفى. السيدة تمثل أخته التي توفيت قبل عام من مرض الذئبة. بالإضافة إلى ذلك، تم تمييز الحافلة التي تحتوي على رحلات AJ لـ «شارع دينيز»، ويقودها ممثل يشبه دينيز بوب (الذي توفي عام 1998 وأنتج بعض مسارات باكستريت بويز، إلى جانب كونه معلم منتج الأغنية ماكس مارتن). تم تخصيص نسخة بديلة من الفيديو تكريما له.

## روابط خارجية
- كلمات الأغنية الكاملة على مترولايركس